# Pirataria nas Caraíbas

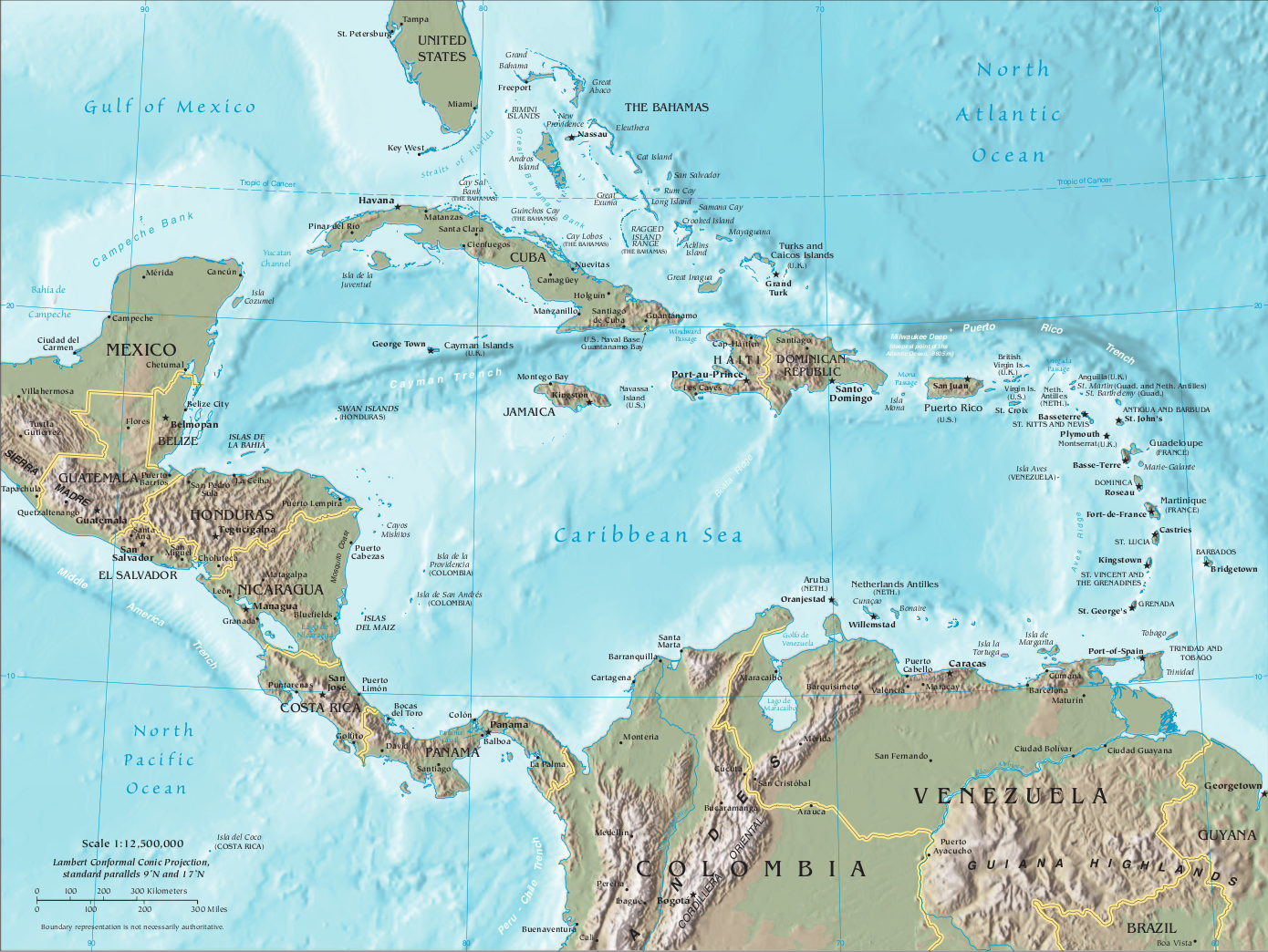
América Central e o mar do Caribe [https://www.cia.gov/library/publications/the-world-factbook/graphics/ref_maps/physical/pdf/central_america.pdf (mapa detalhado em PDF)

A era da pirataria no Caribe começou no séc. XVI e acabou em cerca de 1830 depois das marinhas das nações do Oeste Europeu e da América do Norte começarem a combater os piratas. 
O período em que os piratas foram mais bem-sucedidos foi de 1660 a 1730. A pirataria floresceu no Caribe devido à existência de portos piratas como Port Royal na Jamaica, Tortuga no Haiti, e Nassau nas Bahamas.

## Corsários
No Caribe, o uso de corsários foi especialmente popular para o que equivale a pirataria legal e ordenada pelo Estado. O custo de manter uma frota para defender as colônias estava além dos governos nacionais dos séculos XVI e XVII. Os navios privados seriam enviados como uma "marinha" de facto e com uma carta de corso, pago com uma parcela substancial de tudo o que pudessem capturar de navios e assentamentos inimigos, e o resto indo para a coroa. Esses navios funcionariam de forma independente ou como uma frota, e se eles fossem bem-sucedidos, as recompensas poderiam ser excelentes - quando Jean Fleury e seus homens capturaram os navios de Cortés em 1523, encontraram um incrível tesouro asteca que eles foram autorizados a ficar com o espólio. Mais tarde, quando Francis Drake capturou o trem de prata espanhol em Nombre de Dios (porto caribenho do Panama na época) em 1573, sua equipe ficou rica para o resto da vida. Isto foi repetido por Piet Hein em 1628, que obteve lucro de 12 milhões de florims para a Companhia Holandesa das Índias Ocidentais. Este lucro substancial fez do modelo corsário uma linha regular de negócios; empresários ou nobres ricos estariam dispostos a financiar essa pirataria legitimada em troca de uma participação. A venda de bens capturados também foi um impulso para as economias coloniais. Os principais países imperiais que operavam neste momento na região foram os franceses, ingleses, espanhóis, holandeses e portugueses. Os Corsários de cada país foram ordenados a atacar os navios de outras nações, especialmente a Espanha, que era um inimigo compartilhado entre as outras potências.

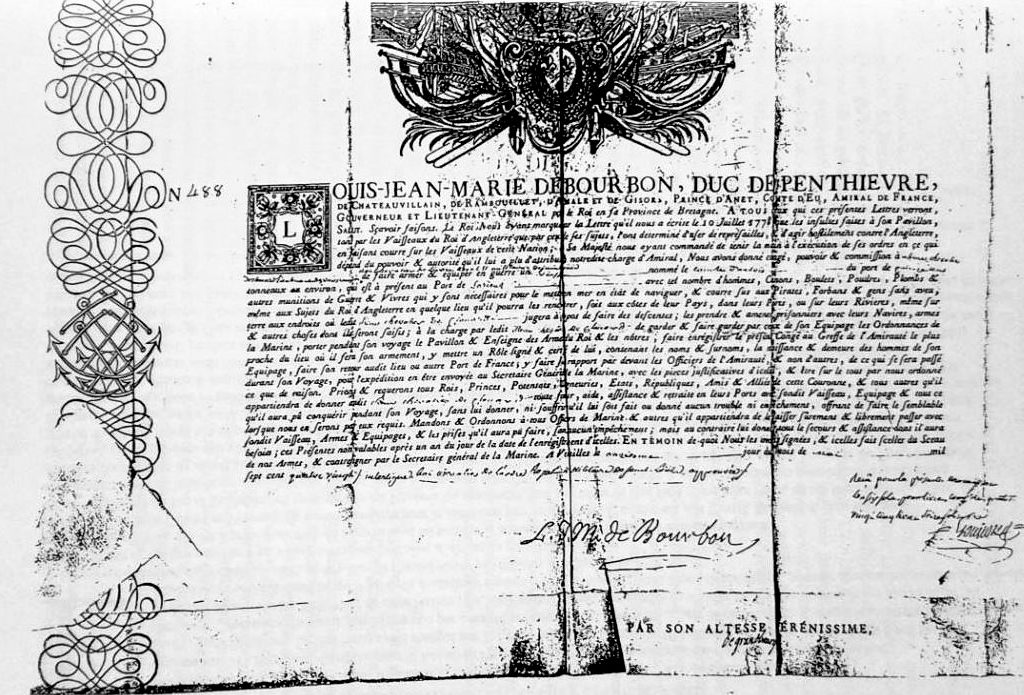
Carta de Corso dada a Robert Sutton de Clonard

A partir o século XVII, a pirataria e os corsários tornaram-se cada vez menos aceitáveis, especialmente porque muitos corsários se transformaram em piratas completos, de modo que não teriam que dar parte do lucro que eles fizeram de volta ao seu país de origem. A corrupção levou à remoção de muitos funcionários ao longo dos anos, incluindo o governador Nicholas Trott e o governador Benjamin Fletcher. Uma maneira que os governos descobriram para desencorajar os piratas ativos e os corsários corruptos foi através do uso de “caçadores de piratas” que foram subornados com a totalidade ou, pelo menos, a maior parte da riqueza que encontrariam a bordo dos navios piratas, acompanhado de uma recompensa fixa. O caçador de piratas mais conhecido foi o capitão William Kidd, que atingiu o pico de sua carreira legal em 1695, mas depois viu os benefícios da pirataria ilegal e fez disso sua nova vocação.  Os mais conhecidos corsários do século XVIII nas colônias espanholas foram Miguel Enríquez de Porto Rico e José Campuzano-Polanco de Santo Domingo. Miguel Enríquez era um mulato porto-riquenho que abandonou seu trabalho como sapateiro para trabalhar como corsário. Tal foi o sucesso de Enríquez, que ele se tornou um dos homens mais ricos do Novo Mundo. Destaca-se também o espanhol Amaro Pargo, que frequentemente negociava no Caribe enquanto saqueava navios das potências inimigas da Coroa espanhola. Amaro Pargo viveu por dez anos no Caribe, especificamente na ilha de Cuba, onde teve descendência.

## Bucaneiros
Os piratas envolvidos especificamente no Caribe eram chamados de bucaneiros. Em termos aproximados, eles chegaram na década de 1630 e permaneceram até o final efetivo da pirataria na década de 1730. Os bucaneiros originais foram colonos que foram privados de suas terras por "autoridades espanholas" e eventualmente foram apanhadas por colonos brancos. A palavra "bucaneiro" é na verdade do boucaner francês, que significa "defumar carne", dos caçadores de bois selvagens curando carne por uma fogueira aberta. Eles transferiram as habilidades que os mantinham vivos na pirataria. Eles operavam com o apoio parcial das colônias não espanholas e, até o século 18, suas atividades eram legais, ou parcialmente legais, e havia amnistias irregulares de todas as nações. Na maior parte, os bucaneiros atacavam outras embarcações e saqueavam assentamentos de proprietários espanhóis.  Tradicionalmente os corsários tinham uma série de peculiaridades. Suas equipes operavam como uma democracia: o capitão era eleito pela tripulação e eles podiam votar para substituí-lo. O capitão tinha que ser um líder e um guerreiro em combate em que se esperava que ele estivesse lutando com seus homens, não dirigindo operações a distância.
A pilhagem era dividida em partes; quando os oficiais ganhavam um número maior de ações, foi porque eles assumiram maiores riscos ou tinham habilidades especiais. Muitas vezes as tripulações navegavam sem salários - "em conta" - e os despojos seriam construídos ao longo de um período de meses antes de serem divididos. Havia um forte espírito de corpo entre os piratas. Isso permitiu que eles ganhassem batalhas marítimas: eles tipicamente venciam embarcações comerciais com uma grande proporção. Havia também por algum tempo um sistema de seguro social, garantindo dinheiro ou ouro para ferimentos de batalha em uma escala de trabalho.
A noção romântica de piratas enterrando tesouros em ilhas isoladas e vestindo roupas flamejantes tinha alguma base na verdade. A maior parte da riqueza pirata foi acumulada pela venda de itens de chandlery: cordas, velas, e bloco despojados de navios capturados.
Um aspecto antidemocrático dos bucaneiros era que às vezes eles forçariam especialistas como carpinteiros ou cirurgiões a navegar com eles por algum tempo, embora fossem liberados quando já não eram necessários (se eles não se tivessem se oferecido para se juntar naquele tempo). Note-se também que um típico homem pobre tinha algumas poucas outras opções de carreira promissoras no época, além de se juntar aos piratas. Segundo a reputação, o igualitarismo dos piratas os levavam a libertar os escravos quando tomavam os navios do comércio de escravos. No entanto, há vários relatos de piratas vendendo escravos capturados em navios, às vezes depois de terem ajudado os navios dos próprios piratas.
Em combate, eles foram considerados ferozes e eram conhecidos como especialistas em armas de pederneira (inventadas em 1615), mas eram tão pouco confiáveis que não estavam em uso militar generalizado antes da década de 1670.

## Regras da pirataria
A bordo de um navio pirata, as coisas eram bastante democráticas e havia “códigos de conduta” que refletem leis modernas. Algumas dessas regras consistiam em um código de vestimenta, sem mulheres, e alguns navios proibiam o fumo. As regras, o castigo por quebrá-los e até os arranjos de permanência seriam decididos entre todos os que seguiriam o navio antes da partida, o que era um processo muito abstrato em comparação com o autoritarismo que acontecia na Marinha Real. Em contraste com a sociedade das colônias da Grã-Bretanha, a bordo de um navio pirata as divisões raciais eram geralmente desconhecidas e, em alguns casos, piratas de descendência africana até serviram como capitães dos navios. Outra atividade que teve que se envolver antes de o navio deixar a doca era jurar de não trair ninguém em toda a tripulação e assinar o que era conhecido como o Artigo do navio, que determinaria a porcentagem de lucro que cada membro da equipe receberia. Além disso, algumas maneiras de decidir os desentendimentos entre os membros da equipe de piratas era lutar até a primeira gota de sangue ou em casos mais sérios, abandonar um indivíduo em uma ilha desabitada, chicotando 39 vezes, ou mesmo executando-os por arma de fogo.  Apesar de a crença popular, no entanto, a punição de “caminhar na prancha” nunca foi usada para resolver disputas entre os piratas. Havia, no entanto, uma divisão de poder em uma equipe de piratas entre o capitão, o intendente, o conselho de governo para o navio e os tripulantes regulares; mas em batalha o capitão pirata sempre mantinha todo o poder e autoridade de decisão final para garantir uma cadeia de comando ordenada. Quando chegava a hora de dividir a riqueza capturada em partes, os lucros eram normalmente entregues à pessoa em cada categoria da seguinte forma: Capitão (5-6 partes), indivíduos com uma posição sênior como o intendente (2 partes), tripulantes (1 parte), e indivíduos em posição júnior (1/2 uma parte).
Segundo Peter T. Leeson, a democracia pirata foi precursora no novo mundo, implantando em alto-mar a separação de poderes mais de meio século antes de James Madison, um dos pais fundadores democracia norte-americana.

## Piratas Escravos
Muitos escravos, principalmente de lugares da África, estavam sendo exportados para colônias no Caribe para o trabalho escravo nas plantações. Fora as pessoas que foram forçadas a escravidão e enviadas para colônias nos anos de 1673 a 1798, aproximadamente de 9 a 32 por cento eram crianças (este número apenas considera as exportações da Grã-Bretanha). Enquanto em média uma viagem de 12 semanas para as colônias, os novos escravos suportaram condições de vida péssima que incluíam: espaços apertados muito pequenos para suportar, temperaturas quentes e dietas pobres; Eles foram assolados por doenças e morte. Muitos dos que foram escolhidos como escravos foram vítimas ou prisioneiros de guerra civil. Muitos aspectos de ser um escravo no geral aumentavam o fascínio do estilo de vida da pirataria. Nos séculos XVII e XVIII, a pirataria estava no auge e a interpretação simbólica da liberdade foi bem recebida. Este ideal abstrato era muito atraente para os escravos e as vítimas do imperialismo. Muito embora as principais potências europeias não desejassem que os escravos descobrissem a liberdade que a pirataria oferecia, "... 30 por cento dos 5000 ou mais piratas que estavam ativos entre 1715 e 1725 eram de herança africana".  Junto com a oportunidade de uma nova vida e liberdade, os povos indígenas da África foram saudados com igualdade quando se juntaram às comunidades de piratas. Muitos escravos se tornaram o pirata "protegido" uma posição de liderança ou prestígio em embarcações de pirataria, como a do Capitão. Uma das principais áreas de origem desses escravos foi Madagascar. A Grã-Bretanha foi um dos maiores importadores de escravos para as colônias americanas, como Jamaica e Barbados.

## Táticas
As táticas adotadas pelos piratas variavam de acordo com o objetivo. A maior parte dos piratas, ao contrário da crença popular evitavam batalhas. Não era vantajoso para a tripulação pirata, pois batalhas geravam feridos e que demandavam tratamento médico e tinham, sobretudo a possibilidade de morte. Mas isso não quer dizer que os piratas não travasse combates sangrentos. Se fosse necessário não mediam esforços no derramamento de sangue. A principal tática utilizada pelos piratas era a intimidação com o intuito da tripulação inimiga se render sem levantar armas. Os piratas se camuflavam atrás de baias e estuários escondidos em pequenas ilhas, aguardando o surgimento de possíveis vítimas para atacar. Assim que exibiam a bandeira pirata, eles apareciam fortemente armados e alcoolizados dançando com a música executada pelos músicos do navio. Gritando cantos de guerra e insultos contra suas vítimas, a principal intenção era causar a intimidação.
Barba Negra foi um dos piratas que mais aperfeiçoou esta arte. Sua própria imagem era pensada para causar terror em suas vítimas, de acordo com a descrição fornecida por Daniel Defoe:
```
“Quando em ação, ele trazia uma funda sobre os ombros, onde carregava à bandoleira três braçadeiras de pistolas, dentro dos seus coldres. E prendia mechas de fogo no chapéu, de cada lado do rosto, o que lhe dava uma tal figura – que naturalmente já era tão feroz e selvagem, pela expressão do olhar – que não se poderia imaginar uma fúria do próprio inferno mais aterrorizante.”.
[
13
]
```

Bandeira pirata do Barba Negra (Edward Teach)

Sua bandeira era um esqueleto segurando em uma das mãos uma ampulheta, e na outra uma lança atacando um coração.

## Embarcações
Na hora de escolher embarcações para a pirataria, as principais exigências pelos piratas eram: rapidez e poder de fogo. Os navios de linha da Marinha Real, de primeira, segunda e terceira classe eram verdadeiras máquinas de guerra da época. Porém, eram extremamente lentas e pesadas. Tinham mais utilidade em Batalhas colossais em formação de linha. O tipo mais comum de embarcação utilizada pelos corsários, eram saveiros rápidos e bergantins de dois mastros.
Outro tipo de embarcação desejada pelos piratas eram navios negreiros. Não era somente por conta de sua carga humana que os piratas eram atraídos, mas por conta do vasto espaço para encher de butins, e claro sua velocidade. Alguns dos navios piratas mais famosos da história, eram navios negreiros, a Vingança da Rainha Ana do Barba Negra e o Whydah de Samuel Bellamy.

## Port Royal
Considerada uma das maiores e mais ricas cidades nas índias ocidentais, Port Royal aproveitou o bom do comércio de açúcar, escravos e outros materiais. Dona de uma reputação negativa, Port Royal era local de encontro de piratas que iam gastar os lucros dos saques. Coberta de bordéis, tavernas e casas, a cidade jamaicana logo se tornou conhecida mundo afora por seus excessos. Durante as guerras das décadas de 1660 e 1670 foi utilizada como base de corsários para atacar navios espanhóis. No seu pico, a cidade tinha uma população estimada de 6,500 pessoas. Maior do que Boston, ela era a cidade inglesa mais populosa no novo mundo. Era preferida pelos piratas por sua localização central no Caribe, e sua formação natural de portos em que navios podiam facilmente atracar. O pirata mais famoso que fez de Port Royal sua base, foi Henry Morgan.

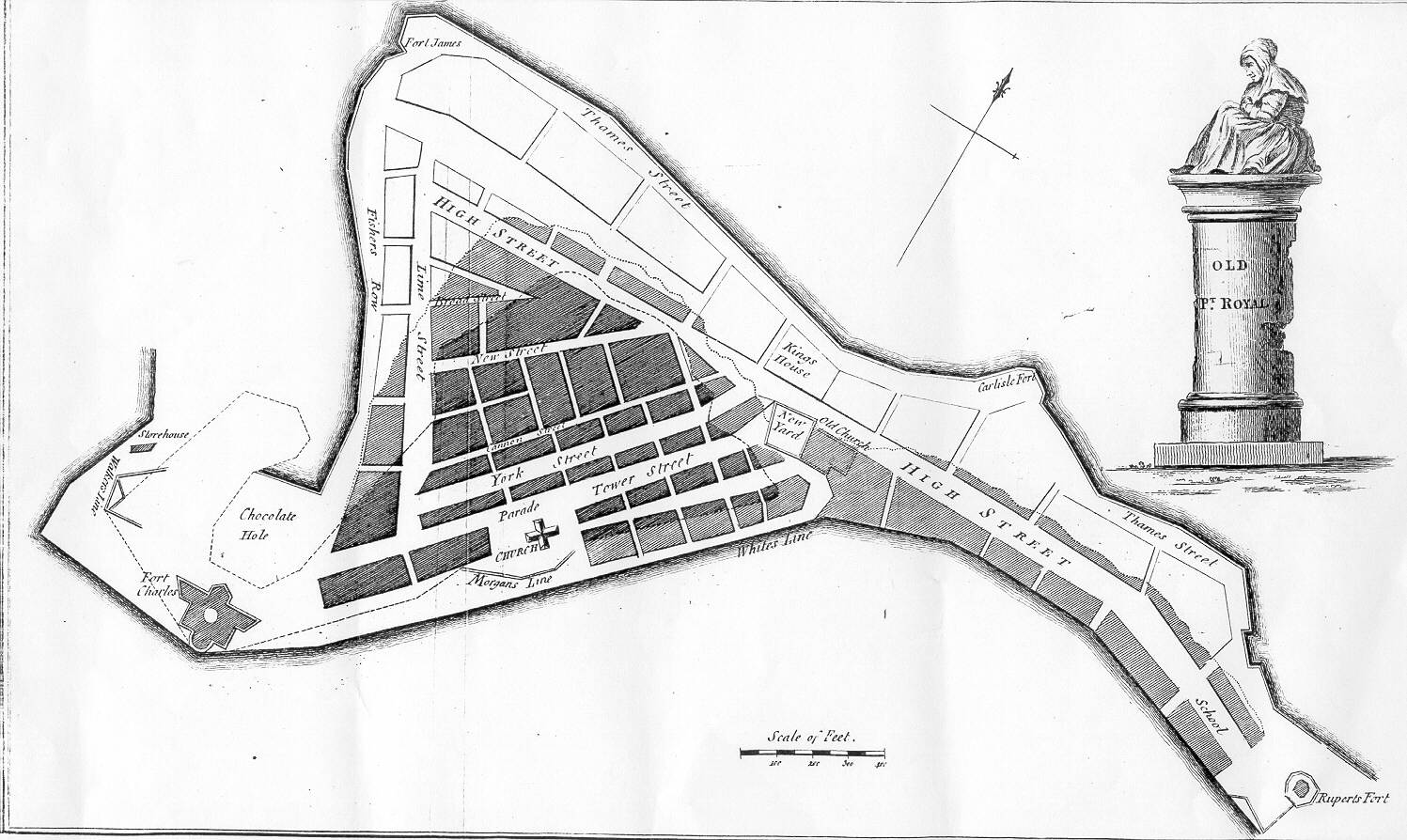
Mapa antigo de Port Royal. A parte superior e descendo em direção à direita é a parte da cidade perdida no terremoto de 1692; parte do meio da região que foi inundada; seção inferior sombreada é parte da cidade que sobreviveu

Essa prosperidade acabou no dia 7 de junho, de 1692, quando as 11:40 da manha a cidade foi atingida por um poderoso terremoto, que levou a quase dois-terços da cidade desaparecer no oceano. Estimasse em mais de 2,000 mortos e outros 3.000 que morreram em decorrência de ferimentos e doenças. Alguns contemporâneos religiosos, afirmaram que o terremoto foi uma punição divina por conta do comportamento errôneo dos cidadãos de Port Royal. Hoje em dia Port Royal é considerada por arqueologistas marinhos como a “Pompéia das Américas”, e talvez o local arqueológico mais importante relacionado ao mundo que os ingleses do século XVII conheceram. O terremoto preservou a cidade no mar da mesma maneira que o vulcão Vesúvio preservou Pompéia.

## República dos Piratas

### História
A República dos Piratas é uma nomenclatura utilizada para designar a base dirigida em Nassau, na ilha de Nova Providência nas Bahamas, onde por cerca de onze anos, de 1706 a 1718, serviu de pilar para um governo informal regido pelos Códigos de Conduta piratas. As atividades dos piratas causaram verdadeiros estragos no comércio e transporte nas Índias Ocidentais, até que o governador Woodes Rogers chegou a Nassau em 1718 e restaurou o controle britânico.

### A República
Com o fim da Guerra de Sucessão Espanhola em 1713, acabavam os confrontos com os Franceses e Espanhóis. Centenas de marinheiros se encontravam desempregados nos cais ingleses e americanos. A assinatura do Tratado de Utrecht acabou com a validade das Cartas de Corso.
Logo que os espanhóis tiveram os primeiros contatos com as águas do mar do Caribe, notaram suas vicissitudes. Acostumados ao mediterrâneo, os espanhóis descobriram os perigos dos vastos bancos de corais, além disso, navegar na noite ou durante céu nublado, repleto de ventos e tempestades, era fatal. As Bahamas representavam a base perfeita para a pirataria. A maior parte das embarcações a vele tinham que passar por esse caminho por conta das colónias da costa leste e as embarcações que desejavam fazer o caminho de volta em direção à Europa tinham que pegar os ventos ali existentes. O labirinto de ilhas formavam um esconderijo perfeito para os piratas, e um terrível destino para aqueles, que com pouco conhecimento, podiam se perder facilmente. E o fator mais importante, era o fato de que as Bahamas não tinham um governo desde a invasão conjunta de franceses e espanhóis, em 1703.

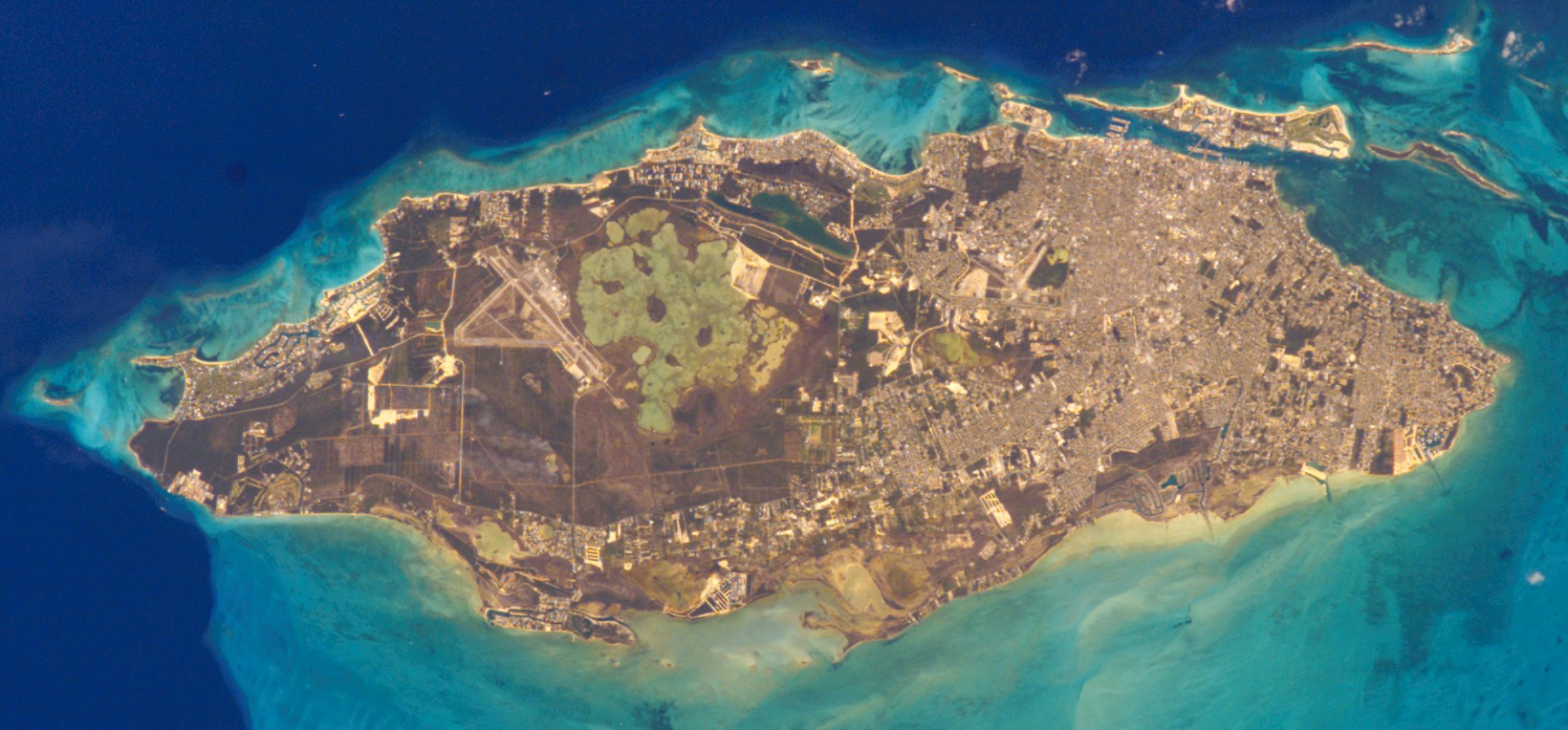
Imagem com cores reais da Ilha de Nova Providência, Bahamas

Os primeiros piratas a chegarem à Nassau, foi Hornigold e um pequeno grupo de seguidores, não encontraram uma cidade, e sim alguns prédios desabados e uma vasta vegetação tropical.
A falta de um governo nas Bahamas se tornavam um atrativo para piratas que buscavam uma base para suas operações. Em pouco tempo os piratas já começavam a superar os residentes que cumpriam a lei em Nova Providência. Além da chegada de mais piratas; contrabandistas e traficantes de armas, chegavam a todo momento. Neste contexto a maioria dos residentes acabaram por abandonar suas casas por medo.
Tudo era feito de forma democrática, se os piratas ficassem insatisfeitos com seu capitão, tinham o direito de o depor. O único momento que os capitães tinham autoridade absoluta era em batalha, nos outros momentos, eram iguais a seus subordinados. Os saques e trabalhos eram distribuídos de maneira equitativa. Os piratas procuravam criar um modelo oposto ao existente nas marinhas da época. A base pirata estabelecida em Nova Providência se tornaria um recinto para escravos fugidos e livres.

### Término
Uma das formas encontradas por George I para combater os piratas, foi através da emissão de uma proclamação real. Em 5 de setembro de 1717, era emitida o decreto declarava que qualquer pirata que se rendesse dentro de um ano, teria total perdão por atos de pirataria cometidos antes do dia 5 de janeiro de 1718. Aqueles continuassem a se envolver com a pirataria seriam caçados. A recompensa oferecida pela captura de piratas, era organizada por hierarquia. O preço da captura de um capitão pirata era de cem libras, o valor para um oficial era de cinquenta libras, já para um membro qualquer da tripulação, era de vinte a trinta libras. As atitudes tomadas pelo Rei George I visavam enfraquecer os piratas, até a chegada de Woodes Rogers. Desta forma, Rogers teria mais facilidade em estabelecer o controle nas Bahamas.
Logo que a notícia do perdão real começou a chegar aos ouvidos dos piratas, ocorreu uma verdadeira cisão no meio da república pirata. De um lado estavam aqueles, que de certa forma, nunca teriam entrado para a pirataria se não fossem as circunstancias da época. Liderados por Henry Jennings, esses que homens entraram para pirataria por causa da questão financeira, estavam ansiosos por aceitar o perdão real e investir o dinheiro oriundo dos saques. Do outro lado, estavam aqueles piratas que viam a questão financeira apenas como um detalhe. Liderados por Charles Vane, esses piratas se consideravam rebeldes que estavam lutando uma guerra contra tudo aquilo que consideravam errado: “proprietários de navios, comerciantes e o próprio rei George”. O pirata mais influente em Nassau, Hornigold, como sempre buscou uma forma de apaziguar os ânimos.  Segundo Hornigold, estavam livres para aceitar o perdão aqueles  que o quisessem faze-lo.
No dia 27 de julho de 1718, desembarcava nas Bahamas, Woodes Rogers. Logo que estava em terra firme, Rogers tratou de ler a licença do rei que o nomeava governador das Bahamas. Na administração de Rogers, Benjamin Hornigold e John Cockram se tornariam exímios caçadores de piratas.
Com centenas de piratas aceitando o perdão de sua majestade, o rei George I, e com execuções daqueles que decidiram resistir – Rackham e Vane – a Era de Ouro da Pirataria no Caribe chegava ao seu fim. Por mais que atos de pirataria ainda ocorressem, sobretudo na costa da África, os piratas nunca mais teriam o poder de intimidar impérios.

## Piratas Famosos

### Jean Fleury
Nascido em Vatteville e financiado pelo dono de navio Jean Ango, o corsário francês Jean Fleury era o nemesis da Espanha. Em 1522, ele capturou sete navios espanhóis. Um ano depois, a maior parte do tesouro asteca de Montezuma caiu em suas mãos depois que ele capturou dois dos três galeões em que Cortez enviou o lendário saque de volta para a Espanha. Ele foi capturado em 1527 e executado por ordem do imperador Carlos V. Ele tinha um navio muito bem equipado.

### François Le Clerc
François Le Clerc, também apelidado de "Jambe de bois" ("Pie de Palo", "perna de madeira"), foi um formidável corsário, enobrecido por Henrique II em 1551. Em 1552, Le Clerc saqueou Porto Santo. Um ano depois, reuniu mil homens e causou estragos no Caribe com seus tenentes Jacques de Sores e Robert Blondel. Eles saquearam e queimaram o porto marítimo de Santo Domingo, e saquearam Las Palmas nas Ilhas Canárias em seu caminho de volta para a França. Ele liderou outra expedição em 1554 e saqueou Santiago de Cuba.

### Barba Negra

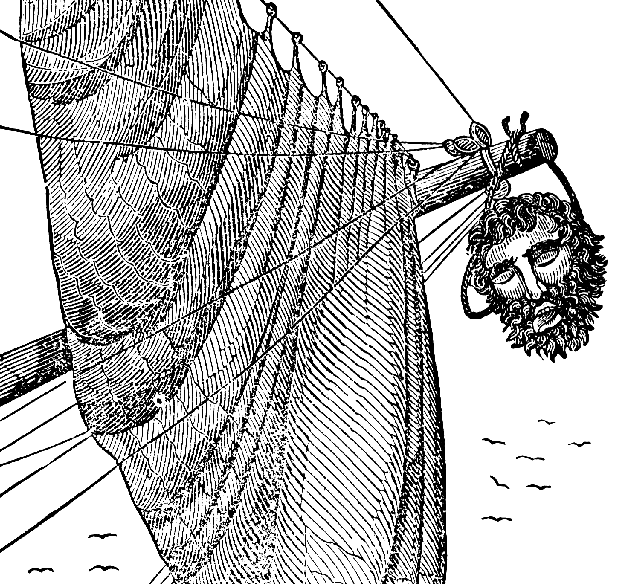
Blackbeard's severed head hanging from Maynard's bow

Ele nasceu em 1680 na Inglaterra como Edward Thatch, Teach ou Drummond e operou na costa leste da América do Norte, particularmente piratando nas Bahamas e teve uma base na Carolina do Norte   no período de 1714 – 1718. Notado tanto por sua aparência estranha como pelo seu sucesso como pirata, em combate Barba Negra colocava um tipo de corda queimando (um tipo de fusível lento que usava para disparar o canhão) debaixo do chapéu; Com o rosto coberto de fogo e fumaça, suas vítimas alegaram que ele se assemelhava a uma aparição estarrecedora. O navio de Barba Negra era a fragata de duzentas toneladas e quarenta armas que ele chamou de Vingança da Rainha Ana.
Barba Negra encontrou seu fim nas mãos de um esquadrão britânico da Marinha Real Britânica   especificamente enviado para capturá-lo. Depois de uma batalha extremamente sangrenta a bordo, o comandante britânico do esquadrão, tenente Robert Maynard, o assasinou com a ajuda de sua equipe. De acordo com a lenda, Blackbeard sofreu um total de cinco feridas de bala e vinte cortes de espada antes que ele finalmente morresse ao largo da costa de Ocracoke, Carolina do Norte.

### Henry Morgan
Henry Morgan, um galês, foi um dos capitães piratas mais destrutivos do século XVII. Embora Morgan sempre se considerou um corsário em vez de um pirata, vários de seus ataques não tinham justificativa legal real e eram considerados pirataria. Recentemente, descobriu-se na costa do que agora é conhecido como a nação do Haiti, um dos "navios de carvalho de 30 canhões" do capitão Morgan, que se acredita ter ajudado o bucaneiro em seus empreendimentos. Outra área do Caribe que era conhecida pela sede do Capitão Morgan era Port Royal, na Jamaica. Um homem ousado, implacável e temerário, Morgan lutou contra os inimigos da Inglaterra por trinta anos e se tornou um homem muito rico no decorrer de suas aventuras. A façanha mais conhecida de Morgan chegou em 1670 quando levou 1700 corsários até o pestilente rio Chagres e depois pela selva centro-americana para atacar e capturar a cidade “inconquistável” do Panamá. Os homens de Morgan queimaram toda a cidade, e os habitantes foram mortos ou forçados a fugir. Embora a destruição da Cidade do Panamá não significasse nenhum grande ganho financeiro para Morgan, foi um golpe profundo para o poder e o orgulho espanhol no Caribe e Morgan tornou-se o herói na Inglaterra. No auge de sua carreira, Morgan foi nomeado nobre pela Coroa inglesa e morava em uma enorme plantação de açúcar na Jamaica, como tenente governador.    Morgan morreu em sua cama, rico e respeitado – algo raramente alcançado por piratas em sua época ou em qualquer outro.

### Bartholomew Roberts
Bartholomew Roberts ou Black Bart teve sucesso em afundar, ou capturar e saquear cerca de 400 navios.    e como a maioria dos capitães piratas da época, ele parecia apreciar o ato. Ele começou sua carreira de freebooting no Golfo da Guiné em fevereiro de 1719, quando os piratas de Howell Davis capturaram seu navio e ele começou a se juntar a eles. Subindo para o posto de capitão, ele rapidamente veio ao Caribe e atormentou a área até 1722. Ele ordenou uma série de navios grandes e poderosamente armados, todos os quais ele chamou de Fortune, Good Fortune ou Royal Fortune. A bordo de seus navios, a atmosfera política era uma forma de democracia que dependia da participação; em que era uma regra que todos a bordo de seu navio tiveram que votar em questões que surgiam. Os esforços dos governadores de Barbados e da Martinica para capturá-lo apenas provocaram sua fúria; Quando encontrou o governador da Martinica a bordo de um navio recém-capturado, Roberts enforcou o homem de um cardeal. Roberts retornou à África em fevereiro de 1722, onde conheceu sua morte em uma batalha naval, pelo qual sua equipe foi capturada.

### Stede Bonnet

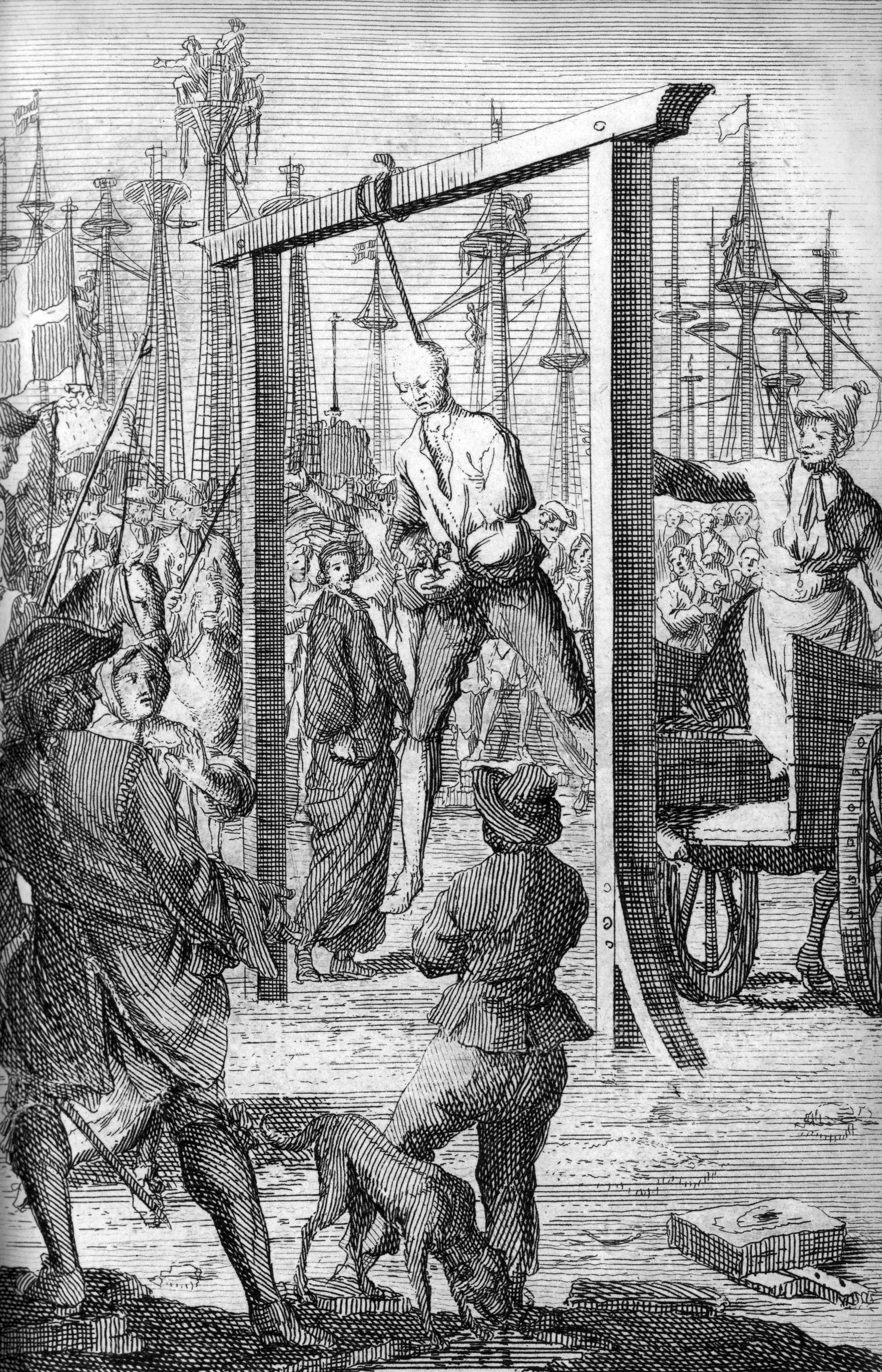
The hanging of Stede Bonnet in Charleston, 1718

Provavelmente o capitão pirata menos qualificado para navegar no Caribe, Bonnet era um plantador de açúcar que não sabia nada sobre a navegação. Começou na pirataria em 1717, comprando uma chalupa armada em Barbados e recrutando uma equipe pirata através de salários, possivelmente para escapar de sua esposa. Ele perdeu seu comando para Barba Negra e navegou com ele como seu associado.    Embora Bonnet tenha recuperado brevemente sua capitania, ele foi capturado em 1718 por um navio de segurança que era empregado pela Carolina do Sul.

### Charles Vane
Charles Vane, como muitos piratas do início do século XVIII, operou fora de Nassau nas Bahamas. Ele foi o único capitão pirata a resistir a Woodes Rogers quando Rogers apontou seu governador sobre Nassau em 1718, atacando o esquadrão de Rogers com um navio e disparando para fora do porto em vez de aceitar o perdão real do novo governador. O intendente de Vane era Calico Jack Rackham, que depôs Vane da capitania. Vane começou uma nova equipe de piratas, mas foi capturado e enforcado na Jamaica em 1721.

### Edward Low
Edward - ou Ned - Low ficou notório como um dos piratas mais brutais e perverso. Originalmente de Londres, ele começou como um tenente para George Lowther, antes de sair sozinho. Sua carreira como pirata durou apenas três anos, durante a qual ele capturou mais de 100 navios, e ele e sua equipe mataram, torturaram e mutilaram centenas de pessoas. Depois que sua própria equipe se amotinou em 1724 quando Low assassinou um subordinado dormindo, ele foi resgatado por um navio francês que o enforcou na ilha da Martinica.

### Anne Bonny e Mary Read

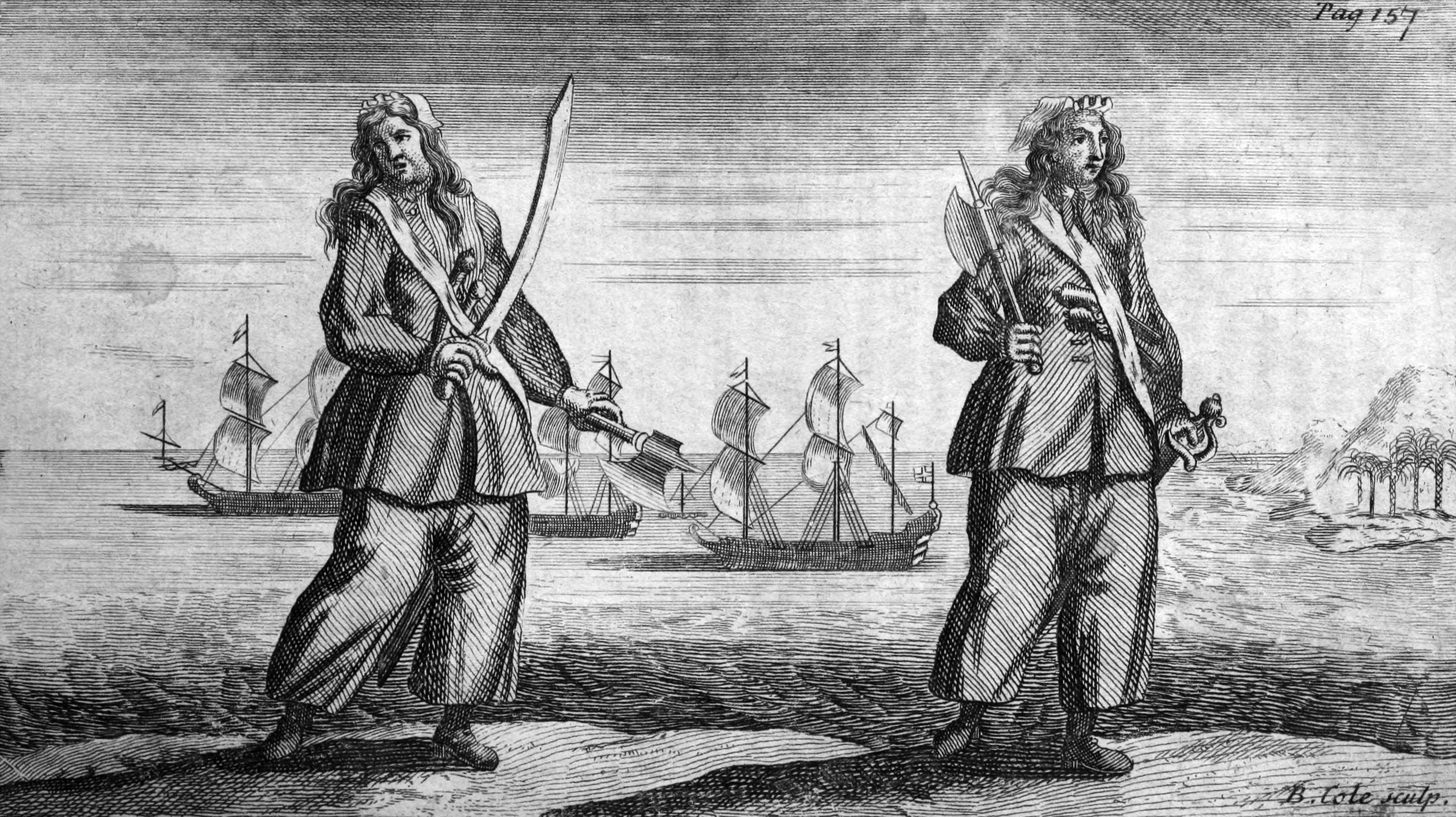
Anne Bonny and Mary Read convicted of piracy on November 28, 1720

Anne Bonny e Mary Read foram infames mulheres piratas do século XVIII; ambas passaram suas curtas carreiras marítimas sob o comando de Calico Jack Rackham. Elas também eram conhecidas por terem sido associadas a outros bem conhecidos piratas: Barba Negra, William Kidd, Bartholomew Sharp e Bartholomew Roberts. Elas ficaram conhecidas principalmente pelo seu gênero, altamente incomum para os piratas, o que ajudou a sensacionalizar seu julgamento de 1720 em outubro na Jamaica. Elas ganharam mais notoriedade por sua crueldade – elas são conhecidas por terem falado a favor de assassinar testemunhas nos conselhos da tripulação – e por lutar contra os intrusos de embarcação de Rackham enquanto ele e seus membros da equipe estavam alcolizados e escondidos sob o convés. O capstone para sua lenda é que toda a equipe, incluindo Rackham, Anne e Mary, foram julgados em uma cidade espanhola perto de Port Royal. Rackham e sua equipe foram enforcados; Mas quando o juiz condenou a morte de Anne e Mary, ele perguntou se elas tinham algo a dizer. "Milord, imploramos por nossas barrigas", o que significa que elas declararam gravidez. O juiz imediatamente adiou sua sentença de morte porque nenhum tribunal inglês tinha autoridade para matar um feto. Read morreu na prisão de febre antes do nascimento da criança. Não há registro de que Anne tenha sido executada e existem rumores de que seu pai rico tenha pago um resgate e a levou de volta para casa; outras narrativas do que aconteceu com Anne incluem que ela voltou à pirataria ou se tornou uma freira.